# فرودگاه سلبی‌فیکو
فرودگاه سلبی‌فیکو (به انگلیسی: Selebi-Phikwe Airport) یک فرودگاه همگانی با کد یاتا PKW است که یک باند فرود بله دارد و طول باند آن آسفالت متر است. این فرودگاه در کشور بوتسوانا قرار دارد و در ارتفاع 892 متری از سطح دریا واقع شده است.